# Добрічень (Вилча)
Добрічень, Добрічені (рум. Dobriceni) — село у повіті Вилча в Румунії. Входить до складу комуни Стоєнешть.
Село розташоване на відстані 173 км на північний захід від Бухареста, 19 км на захід від Римніку-Вилчі, 96 км на північ від Крайови, 127 км на південний захід від Брашова.

## Населення
За даними перепису населення 2002 року у селі проживала 761 особа, усі — румуни. Усі жителі села рідною мовою назвали румунську.